# Chaetexorista klapperichi
Chaetexorista klapperichi är en tvåvingeart som beskrevs av Louis-Paul Mesnil 1960. Chaetexorista klapperichi ingår i släktet Chaetexorista och familjen parasitflugor. Inga underarter finns listade i Catalogue of Life.